# Eikesdalsvatnet
L'Eikesdalsvatnet est un lac situé en Norvège, dans la commune de Nesset, dans le fylke de Møre og Romsdal, dans le landsdel de Vestlandet.